# Kościół Matki Bożej Królowej Korony Polskiej w Przemoczu
Kościół Matki Bożej Królowej Korony Polskiej w Przemoczu – katolicki kościół parafialny zlokalizowany we wsi Przemocze w gminie Maszewo, w powiecie goleniowskim (województwo zachodniopomorskie).

## Historia i architektura
Murowany z kamienia kościół został wzniesiony w XV wieku. Sytuowany jest na planie prostokąta, z czworoboczną wieżą od strony zachodniej. Nawa kryta jest dachem dwuspadowym. Okna i portale, zamknięte ostrołukowo, zostały przemurowane w XIX wieku. Szczyt wschodni zdobi dekoracja w formie ośmiu ostrołukowych blend. Poniżej w ścianie umieszczony jest jeden uskokowy otwór okienny, zamknięty ostrym łukiem. Do ściany południowej dostawiona jest przybudówka pełniąca funkcję zakrystii, z portalem i ostrołukowym oknem. Główny portal wejściowy umieszczony jest w wieży. Wieża zdobiona jest ostrołukowymi wnękami z oculusami na szczytach, powyżej których znajdują się rzędowo ułożone blendy oraz pełnołukowe i dwułukowe otwory. Wieża zakończona jest czworoboczną drewnianą latarnią, na której nasadzony jest strzelisty hełm. Ściany zewnętrzne kościoła i wieży są otynkowane.
Wnętrze kościoła nakryte jest spadowym, deskowanym stropem. Pierwotne wyposażenie zostało wymienione w XIX wieku. Nad wejściem znajduje się drewniana empora chórowa, pokryta złoceniami, z prospektem organowym.
Po II wojnie światowej kościół został konsekrowany jako świątynia katolicka w 1945 roku. Od 1986 roku pełni funkcje kościoła parafialnego.